# Linea Centro
La linea Centro è una linea della metropolitana di Recife che a sua volta viene suddivisa in due linee, la linea Centro 1-Arancione e la linea Centro 2-Rossa. Le due linee condividono la maggior parte del percorso. Gli attuali capolinea sono: Recife (comune ad entrambe), Camaragibe e Jaboatão. Attualmente la linea è composta per un totale di 19 stazioni per una lunghezza di 25,2 km.
Il servizio viene effettuato tutti i giorni dalle 05.00 fino alle 23.00
Incrocia la Linha Sul presso le stazioni di Recife e di Joana Bezerra.
A causa del tasso di analfabetismo nella regione, le stazioni sono state progettate per includere vari segni di identificazione. Oltre al servizio di messaggi audio che annuncia il nome della fermata c'è un colore diverso utilizzato sui muri di tutte le stazioni e le loro indicazioni sono dotate di simboli grafici accanto al nome.

## Storia
I lavori di costruzione della linea iniziarono a partire dal gennaio 1983, in seguito della creazione, da parte del governo federale brasiliano, nel settembre 1982 del consorzio Metrorec, costituito dalla Rede Ferroviária Federal (RFFSA) e la Empresa Brasileira de Transportes Urbanos. Nel febbraio 1984 venne creata a Rio de Janeiro la Companhia Brasileira de Trens Urbanos (CBTU). Il Metrorec entrò a far parte di essa nel gennaio 1985.
L'11 marzo 1985 venne inaugurata la prima tratta della Lihna Centro da Recife a Werneck. Nel 1986 la linea venne prolungata fino a Rodoviária. Nell'anno successivo sulla Linha Centro venne aperta una diramazione fino a Jaboatão. Da quel momento le due diramazione esistenti presero i nomi di Centro 1 (per la tratta da Coqueiral a Rodoviária) e Centro 2 (per la tratta da Coqueiral a Jaboatão). Tale linea venne ulteriormente prolungata quando il ramo della Centro 1 venne portato fino all'attuale capolinea di Camaragibe nel 2002.
L'8 giugno 2013 è stata aperta al pubblico la stazione di Cosme e Damião sulla Lihna Centro tra le stazioni di Rodoviária e Camaragibe in modo da facilitare lo scambio di persone con lo stadio Itaipava Arena Pernambuco, nuovo stadio calcistico costruito in occasione del Campionato mondiale di calcio 2014, tenutosi in Brasile.

## Stazioni
Nell'elenco che segue, a fianco ad ogni stazione, sono indicati i servizi presenti, gli eventuali interscambi ferroviari e i segni di identificazione di ogni stazione:

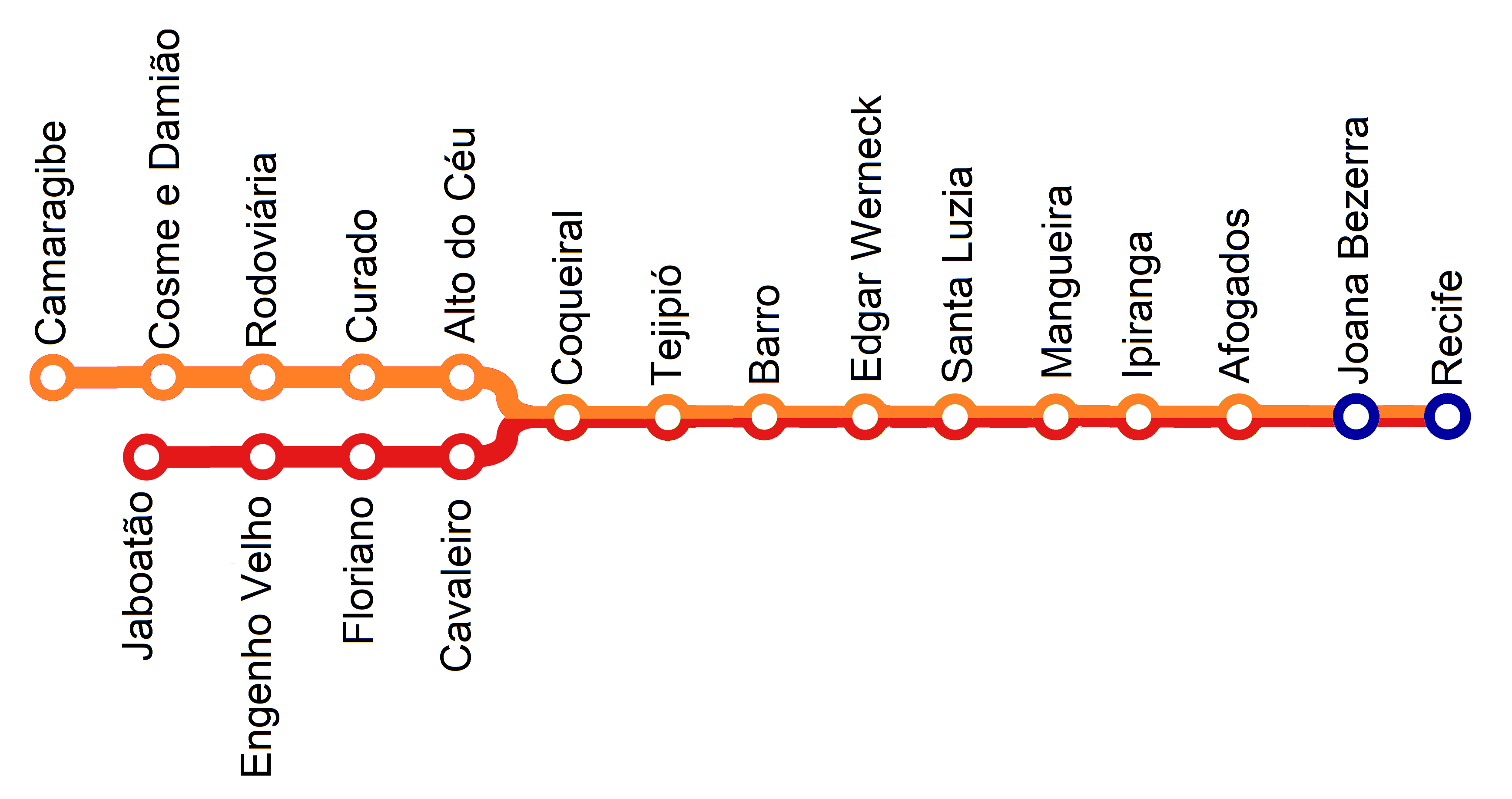
Rappresentazione grafica

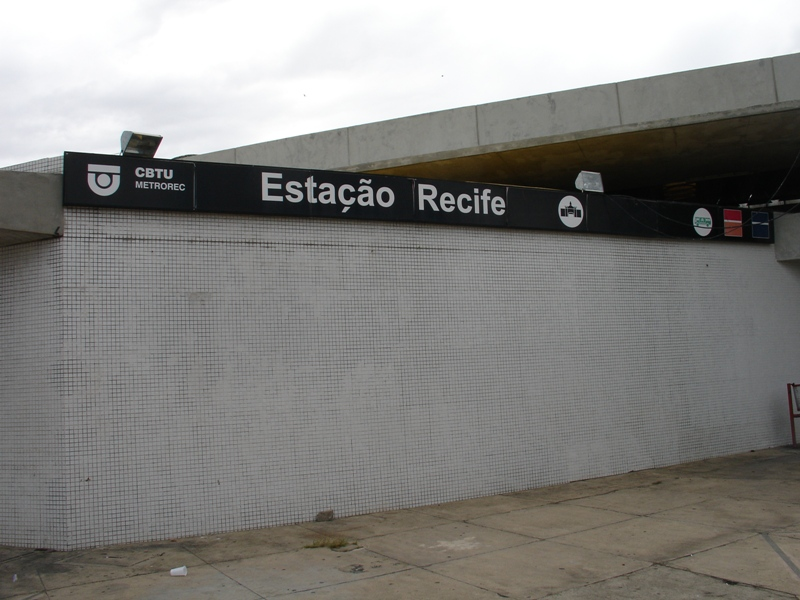
Ingresso stazione di Recife

| Fermata        | Apertura          | Interscambi | Note |
| -------------- | ----------------- | ----------- | ---- |
| Tratta comune  |                   |             |      |
| Recife         | 11 marzo 1985     | Sul         |      |
| Joana Bezerra  | 11 marzo 1985     | Sul         |      |
| Afogados       | 11 marzo 1985     |             |      |
| Ipiranga       | 11 marzo 1985     |             |      |
| Mangueira      | 11 marzo 1985     |             |      |
| Santa Luzia    | 11 marzo 1985     |             |      |
| Edgar Werneck  | 11 marzo 1985     |             |      |
| Barro          | 8 agosto 1986     |             |      |
| Tejipió        | 8 agosto 1986     |             |      |
| Coqueiral      | 8 agosto 1986     |             |      |
| Centro 1       |                   |             |      |
| Alto do Céu    | 24 settembre 1986 |             |      |
| Curado         | 24 settembre 1986 |             |      |
| Rodoviária     | 24 settembre 1986 |             |      |
| Cosme e Damião | 8 giugno 2013     |             |      |
| Camaragibe     | 26 dicembre 2002  |             |      |
| Centro 2       |                   |             |      |
| Cavaleiro      | 29 agosto 1987    |             |      |
| Floriano       | 29 agosto 1987    |             |      |
| Engenho Velho  | 29 agosto 1987    |             |      |
| Jaboatão       | 29 agosto 1987    |             |      |